# Duplaspidiotus merrilli
Duplaspidiotus merrilli är en insektsart som först beskrevs av Cockerell 1920.  Duplaspidiotus merrilli ingår i släktet Duplaspidiotus och familjen pansarsköldlöss.
Artens utbredningsområde är Filippinerna. Inga underarter finns listade i Catalogue of Life.